# Farasmanes
Farasmanes (Pharasmanes, en antiguo griego: Φαραδμάνης) fue un rey escita de la tribu de los corasmos.
Se presentó a Alejandro Magno en Zariaspa en el 328 a. C. con ofertas de amistad que fueron recibidas y aceptadas por el rey macedonio, con lo cual se estableció una alianza entre ambos monarcas. Prometió su ayuda en la conquista de las tribus escitas entre el mar Caspio y el mar Negro (o Ponto Euxino) cuando Alejandro decidiera hacerlo, lo cual nunca llegó a ocurrir.
- Datos: Q11009802